# 므리당감

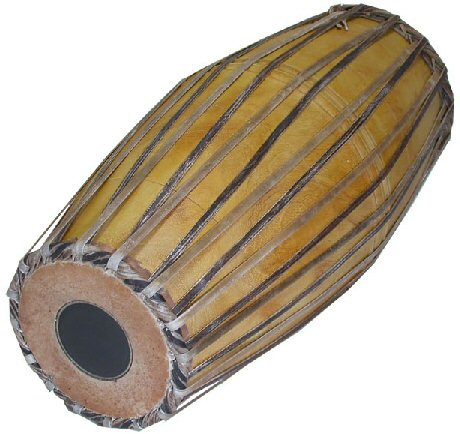

므리당감(mridangam)은 인도 아대륙에서 유래한 고대 타악기이다. 카르나틱 음악 앙상블에서 주요 리듬 반주이다. 드루파드에서는 수정된 버전인 파카와즈(pakhawaj)가 주된 타악기이다. 관련 악기로는 해양 동남아시아 지역에서 연주되는 켄당(Kendang)이 있다. 튜닝하기 복잡한 악기이며 korvais를 구성하기 위해 많은 수학이 필요하다.
타악기 앙상블에서 므리당감은 종종 가탐, 칸지라, 모르싱과 함께 연주된다.

## 역사
수년에 걸쳐 므리당감은 진화하여 내구성을 높이기 위해 다양한 종류의 나무로 만들어졌으며, 오늘날에는 잭프루트 나무로 몸체를 만든다. 므리당감의 힌두스타니 음악적 대응물인 타블라(tabla)는 처음에 므리당감을 반으로 나누어 만들었다고 널리 알려져 있다. 므리당감이 발전하면서 탈라(tala, 리듬) 시스템이 생겨났다.
므리당감은 네와(Newa) 음악에서 큰 역할을 한다. 음악에 대한 가장 초기의 네팔 바사 사본 중 하나는 므리당가 아누카라남(Mridanga anukaranam)이라는 이 악기에 대한 논문이다.
수년에 걸쳐 사용 범위가 바뀌었다. 옛날에는 타악기 연주자가 리드 연주자, 종종 보컬리스트를 반주하는 데만 고용되었다. 지금은 반주에만 국한되지 않고 솔로 공연에도 사용된다.